# نواه فيلبس (عسكري)
نواه فيلبس (بالإنجليزية: Noah Phelps)‏ هو عسكري أمريكي، ولد في 22 يناير 1740 في Simsbury, Connecticut ‏ في الولايات المتحدة، وتوفي بنفس المكان في 4 نوفمبر 1809.